# Georges Mathias (musicien)
Pour les articles homonymes, voir Mathias.
Georges Mathias, né Georges-Amédée-Saint-Clair Mathias à Paris le 14 octobre 1826 et mort à Pontoise le 14 octobre 1910, est un pianiste, pédagogue et compositeur français.

## Biographie

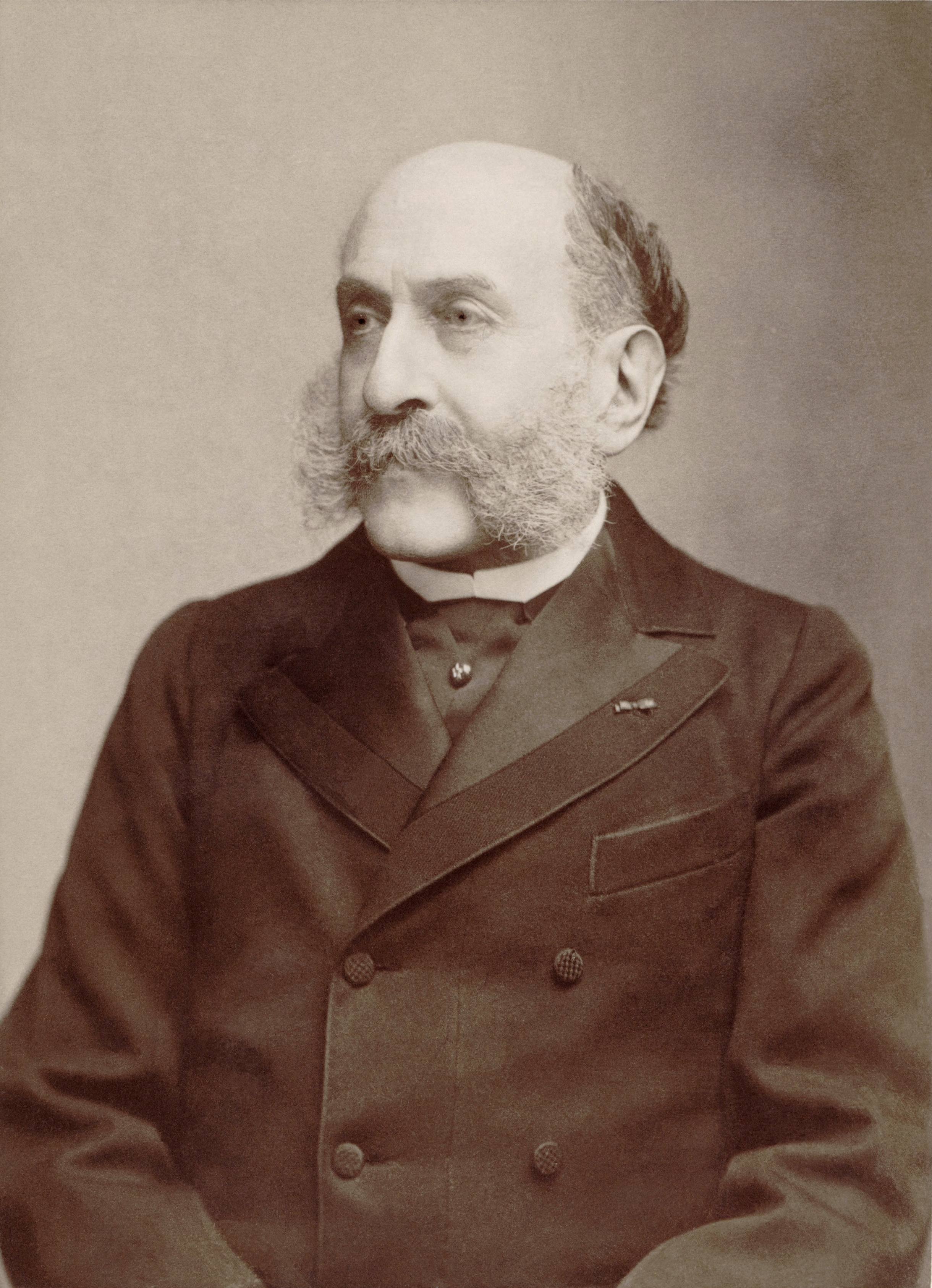
Georges Mathias

Mathias, d'ascendance allemande par son père et d'ascendance polonaise par sa mère, est né à Paris. Il commence par travailler la composition avec Friedrich Kalkbrenner et est l'élève en piano de Frédéric Chopin pendant cinq ans, entre 1838 et 1843. Il fait ensuite ses études au Conservatoire de Paris avec François Bazin, Auguste Barbereau, et Jacques-Fromental Halévy.
En 1848, il obtient un second grand Prix de Rome, en compagnie d'Auguste Bazille. Après avoir fini ses études, il commence à enseigner le piano au Conservatoire de Paris, de 1862 à 1887. Parmi ses plus notables étudiants, on trouve Erik Satie, Isidor Philipp, Paul Dukas, Raoul Pugno, Alberto Williams, Teresa Carreño, Ernest Schelling, Alfonso Rendano, James Huneker, José Tragó, Camille Chevillard, Camille Erlanger et Eugénie Satie-Barnetche. Mathias et un autre étudiant de Chopin, Karol Mikuli, ont eu une influence importante pour transmettre son style aux nouvelles générations de musiciens. 
À côté de son travail d'enseignement, Georges Mathias est aussi un pianiste de concert très actif. Le 14 mars 1864, il est par exemple le pianiste principal lors de la création de la Petite messe solennelle de Rossini.
Comme compositeur il reçoit le prix Chartier de l'Institut pour sa production de musique de chambre en 1871, et le prix Rossini en 1881. Il est fait chevalier dans l'ordre de la Légion d'honneur en 1872 et officier d'académie des Palmes académiques en 1881. Il est inhumé au cimetière Montmartre (15e division, chemin Saint-Éloy).

## Œuvres
Ses compositions comprennent, parmi ses 80 numéros d'opus, des ouvertures pour Hamlet et Mazeppa, cinq morceaux symphoniques pour piano et cordes, deux concertos pour piano (op.26 et op.56), six trios avec piano (op.1, op.15, op.30, op.33, op.36, op.50), deux symphonies, des Œuvres choisies pour le piano, des sonates pour piano (op.20, op.34, op.35), des Études de genre, Études de style et de mécanisme, une collection de pièces pour piano à deux ou quatre mains, des transcriptions dont une sur des scènes de la Flûte enchantée de Mozart.

## Bibliographie

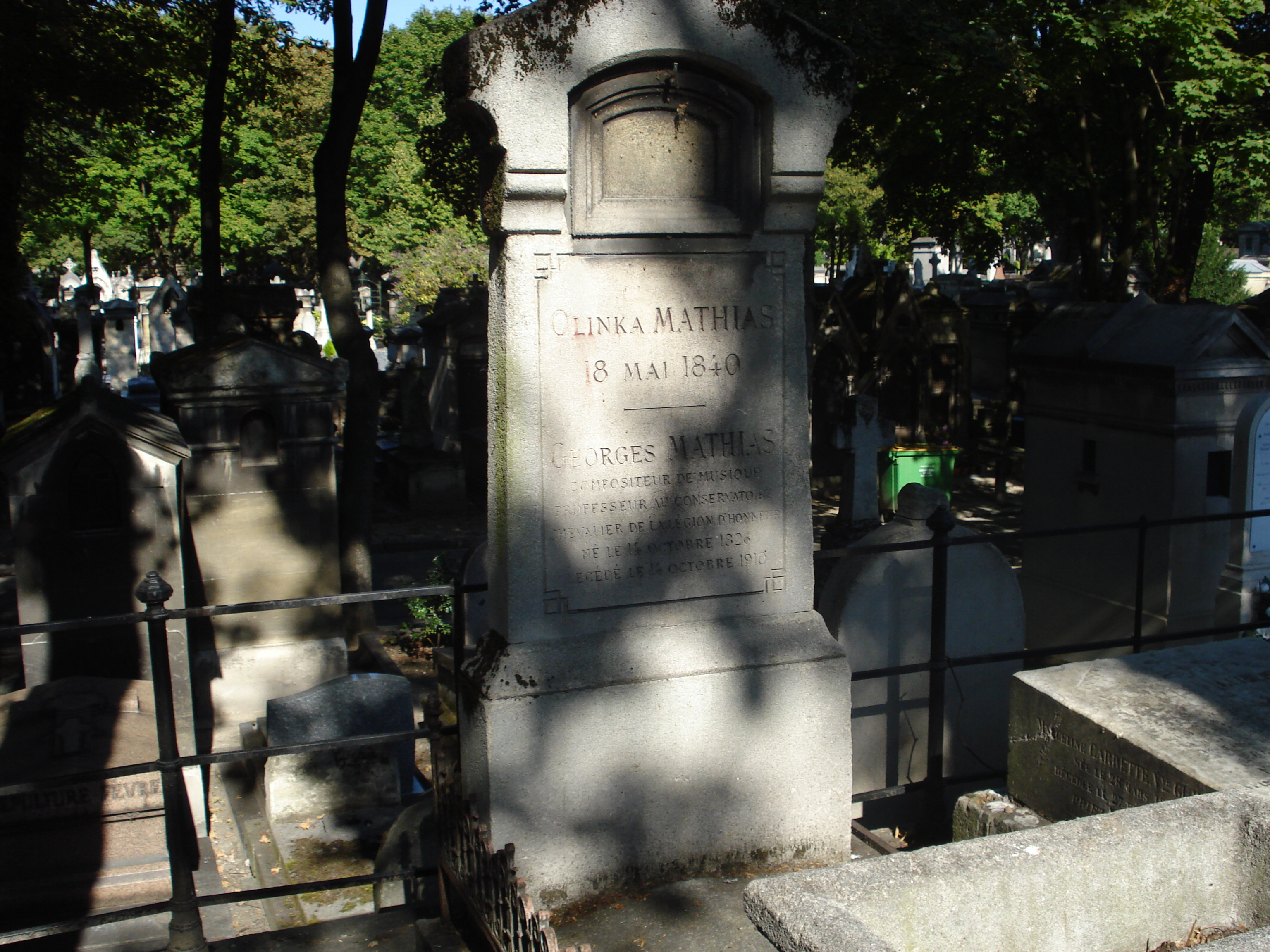
Tombe de Georges Mathias au cimetière de Montmartre (division 15).